# Sahara (film)
Sahara er en animationfilm fra 2017 instrueret af Pierre Coré.

## Medvirkende

### Danske stemmer[1]
- Mikkel Boe Følsgaard som Ajar
- Marie Tourell Søderberg som Eva
- Jens Sætter-Lassen som Gary
- Max-Emil Nissen som Pitt

### Franske stemmer
- Omar Sy som Ajar
- Louane som Eva
- Franck Gastambide som Pitt
- Vincent Lacoste som Gary
- Ramzy Bedia som Chief Chief
- Jean Dujardin som Georges
- Grand Corps Malade som Omar
- Reem Kherici som Alexandrie
- Jonathan Lambert som Michel
- Sabrina Ouazani som Alexandra
- Marie-Claude Pietragalla som Pietra
- Mathilde Seigner som Rita
- Roschdy Zem som Saladin